# En kvinna och en man
"En kvinna och en man" är en sång skriven av Niklas Strömstedt. Den finns med på hans studioalbum En gång i livet från 1989, men utgavs också som vinylsingel samma år. En kvinna och en man var den tredje singeln från albumet och framfördes som en duett tillsammans med Anne-Lie Rydé.
Som B-sida till singeln valdes låten "På väg", skriven av Strömstedt och Per Gessle och framförd av dem båda. Singeln producerades och arrangerades av Strömstedt och spelades in i EMI:s studio i Stockholm av Björn Norén och Strömstedt. Den mixades av Bernard Löhr. Mattias Edwall var fotograf och omslaget formgavs av Kjell Andersson.
En kvinna och en man tog sig varken in på Svenska singellistan eller på Svensktoppen  men nådde en femteplats på Tracks.

## Låtlista
1. "En kvinna och en man" – 4:30 (Niklas Strömstedt)
2. "På väg" – 3:09 (Niklas Strömstedt, Per Gessle)

## Medverkande musiker
- Pelle Alsing – trummor
- Vicki Benckert – bakgrundssång
- Per Gessle – gitarr, dragspel, sång
- Peter Hallström – bakgrundssång
- Jonas Isacsson – gitarr
- Anne-Lie Rydé – sång
- Niklas Strömstedt – keyboard, sång, gitarr